# Pierre-Charles Dandrillon
Pierre-Charles Dandrillon, né le 24 mai 1753 à Paris, mort le 14 mai 1812 à Paris, est un artiste-peintre français.

## Biographie
Le père de Dandrillon possédait des connaissances en chimie qui, employées d’une manière peu raisonnable, mirent sa fortune à mal. Ayant une famille nombreuse, il destina son fils Pierre, ainsi que son frère cadet, à l’état ecclésiastique, mais tous deux trouvèrent que ce n’était pas leur vocation, et quittèrent le séminaire avant de prononcer leurs vœux. Voulant se vouer aux arts, Pierre fut placé chez le peintre Demachy à Paris, où il fit bientôt des progrès. Ayant choisi le paysage et les ruines comme genre de peinture, il fit de la perspective son étude principale.
Ayant renoncé, par désintéressement, à son héritage, à la mort de son père, pour faciliter à sa sœur aînée les moyens d’élever ses deux sœurs cadettes,  il désirait depuis longtemps faire, comme tous les artistes de son époque, faire le voyage de Rome, d’autant plus, qu’il cultivait l’architecture sous le rapport pittoresque. L’agent de change Rocques finança, en 1790, ce voyage, à la condition que Dandrillon lui ferait deux tableaux par an.
Dandrillon y passa trois ans, côtoyant plusieurs artistes de l’École française, dont Girodet, Meynier, Lemot, Duvivier… Artiste déjà formé avant son départ, il profita plus qu’aucun autre de son séjour à Rome.
À son retour, Dandrillon consacra une bonne partie de son temps et de ses travaux à son mécène, lui indiquant des moyens économiques de réparer son château d’Ô, à Mortrée en Normandie. Il exécuta, au cours des dix années suivantes, dix grands tableaux représentant des vues du parc d’Ô, de l’Italie et de l’Égypte, pour orner une galerie construite exprès.
Ayant donné une marque de reconnaissance à son maitre Demachy en enseignant gratuitement son cours, quelques professeurs de l’Académie.  qui assistèrent à plusieurs de ses leçons, admirèrent la clarté et la précision avec lesquelles il professait. Il chercha, autant que possible, à rendre plus facile l’étude, indispensable à tout artiste, de la perspective, qui a presque toujours offert de grandes difficultés. Manquant de la simplicité nécessaire à la rendre intelligible à l’élève, Dandrillon élimina, de l’enseignement de cette matière, une quantité de lignes qui ne servaient qu’à intimider et à décourager les jeunes élèves. Il fit même plusieurs découvertes dans la perspective, dont il s’occupait sans cesse. Ou lui doit, entre autres, celle de la méthode de mesurer les espaces, découverte intéressante et utile par sa simplicité. Il est auteur de la méthode du corps vu sur l’angle. et de la formule du parallélogramme. Il est le seul des professeurs à avoir indiqué un choix de distance, tel que le tableau soit dans un des angles de la vision où les rayons sont réfléchis aux angles égaux sur la prunelle. Tous ces éléments firent désirer la publication du cours de professeur. À la mort de son maitre Demachy, en 1807, Dandrillon lui succéda comme professeur de perspective à l’École spéciale des Beaux-Arts.
Les productions de Dandrillon se caractérisent généralement par leur harmonie parfaite et leur couleur. Le grand tableau, considéré comme une de ses meilleures œuvres, représente le Colisée, orné de quelques ruines de composition. Il a fait un dessin à l’aquarelle du même sujet et il travaillait à une vue du temple de la Paix et d’une partie du Colisée à Rome, destinée à faire pendant pour ce tableau, à moitié restauré, que la mort l’a empêché de terminer : on voit, au fond, une petite partie du Colysée, dont le milieu est fini et où l’effet du soleil est exprimé, ainsi que les détails des chapiteaux des colonnes. Le tableau de Dandrillon, qui passe généralement pour son chef-d’œuvre, représente la Galerie de Florence. Ce tableau, qui lui valut un prix d’encouragement, mesure 97 cm de hauteur, sur 81 cm de largeur, fut la propriété de son mécène normand Rocques.
Dandrillon subit, à la suite d’un léger affront d’un homme, qu’il considérait comme son meilleur ami, une attaque d’apoplexie, suivie d’une longue et grave maladie, dont il ressentit toujours les suites. Une imprudence faite à une de ses leçons occasionna une seconde attaque qui causa sa mort.

## Œuvres
- Trois vues d’Italie ;
- Ruines du temple de la Paix ;
- Un morceau de l’arc de Titus ;
- Vue de la galerie de Florence et du palais vieux ;
- Vue du Colisée à Rome ;
- Vue du pont et du château Saint-Ange et de Saint-Pierre de Rome ;
- Vues d’Italie ;
- Vue du Colisée ;
- Un clair de lune ;
- Vue de Saint-Pierre de Rome ;
- Vue du temple de la Paix et d’une partie du Colisée à Rome.

## Sources
- Émile Bellier de La Chavignerie, Louis Auvray,  Dictionnaire général des artistes de l’école française depuis l’origine des arts du dessin jusqu’à nos jours : architectes, peintres, sculpteurs, graveurs et lithographes, t. 1, Paris, J.-B. Sajou, 1813, p. 335.
- T. C. Bruun-Neergaard, Magasin encyclopédique : ou Journal des sciences, des lettres et des arts, t. 1, Paris, J.-B. Sajou, 1813, p. 124-28.